# Поромбкі (Опольське воєводство)
Поромбкі (пол. Porąbki) — село в Польщі, у гміні Рудники Олеського повіту Опольського воєводства.
Населення — 77 осіб (2011).
У 1975-1998 роках село належало до Ченстоховського воєводства.

## Демографія
Демографічна структура станом на 31 березня 2011 року:
|          | Загалом | Допрацездатний вік | Працездатний вік | Постпрацездатний вік |
| -------- | ------- | ------------------ | ---------------- | -------------------- |
| Чоловіки | 36      | 6                  | 27               | 3                    |
| Жінки    | 41      | 2                  | 24               | 15                   |
| Разом    | 77      | 8                  | 51               | 18                   |